# 安徽省繁昌第一中学
安徽省繁昌第一中学（简称繁昌一中）位于中国安徽省芜湖市繁昌区沿河南路279号，是一所高级中学，创办于1936年，为安徽省示范高中。学校先后被授予全国群众体育先进单位、全国青少年校园篮球体育传统特色学校、全国招飞先进集体、安徽省智慧学校示范校、全省教育工会工作先进单位、省示范家长学校、省贯彻《学校体育工作条例》优秀学校、省绿色学校等称号，2005年4月被评为“安徽省示范性普通高级中学”。

## 校史
学校创办于1936年，时名为“繁昌县农业初级中学”，1958年秋增办高中，更名为“繁昌中学”，1981年春，定名为繁昌第一中学，校址在城区中心龙华路。2003年9月剥离初中部，学校迁入现址。

## 文化

### 校训
崇德、自育、实践、创新

## 现状
校园占地面积160亩，现有校舍建筑面积42942m²，藏书约15万册、订阅报刊杂志160多份。

### 教育教学
学校现有48个班级，在籍学生2400多名，教职工195人。其中正高级教师1人，省级教坛新星1人，市级学科带头人7人，高级教师77人，在职教师中享省政府津贴1人，芜湖市“三名”工作室主持人5人，区“三名”工作室主持人2人，区学科研训包主持人4人。榜样的力量打造了一流的教师队伍，过硬的师资保证了教学质量、提升了办学的品位。自2003年新校区建立以来，有15位学子考进了清华北大。

## 知名校友
姚传旺：安徽省委党校学术委员会副主任